# Karen Holness
Karen Holness (* 15. März 1977 in London, Ontario) ist eine kanadische Filmschauspielerin.

## Leben
Karen Holness ist seit Anfang der 1990er Jahre regelmäßig in amerikanischen oder kanadischen Fernsehserien oder Filmen zu sehen. In der Sitcom Make It Pop spielte sie Belinda Diona, in The 100 war sie als Blythe Ann Workman zu sehen. Insgesamt wirkte sie in mehr als 110 Produktionen mit.

## Filmografie (Auswahl)
- 1998: Blues Brothers 2000
- 2002: Chicago
- 2003: Riverworld
- 2005: Zwexies – Die Zwillingshexen (Twitches)
- 2006: Flight 93 – Todesflug am 11. September (Flight 93)
- 2007: Zwexies – Die Zwillingshexen zum Zweiten (Twitches Too)
- 2007: Ants on a Plane – Tod im Handgepäck (Destination: Infestation)
- 2008: Dr. Dolittle 4
- 2009: Dr. Dolittle 5
- 2009–2014: Cashing In (Fernsehserie, 26 Folgen)
- 2011: Donovan's Echo
- 2012: Santa & Mrs. Claus (Finding Mrs. Claus)
- 2015: Die Chaos-Kreuzfahrt (One Crazy Cruise)
- 2015: Saving Hope (Fernsehserie, Folge 4x11)
- 2015–2016: Make It Pop (Fernsehserie, 23 Folgen)
- 2016: Motive (Fernsehserie, 1 Folge)
- 2016: Die Weihnachtsstory (Every Christmas Has a Story)
- 2018: Weihnachten in der Holly Lane (Christmas on Holly Lane)
- 2019: Benchwarmers 2 – Breaking Balls
- 2019: Christmas at the Plaza – Verliebt in New York (Christmas at the Plaza)
- 2019: Christmas Town – 14 märchenhafte Weihnachten (Christmas Town)
- 2019: Enzo und die wundersame Welt der Menschen (The Art of Racing in the Rain)
- 2019: Always Be My Maybe
- 2019–2020: The 100 (Fernsehserie, 10 Folgen)
- 2020: Torn: Dark Bullets
- 2021: Gold Digger Killer (Fernsehfilm)
- 2021: Dying to Belong (Fernsehfilm)
- 2021: The 27-Hour Day (Fernsehfilm)
- 2021: A Cinderella Story – Starstruck
- 2021: The Christmas Promise (Fernsehfilm)
- 2022: Die Phantomwelpen (Phantom Pubs, Fernsehserie, 4 Folgen)
- 2023: Superman & Lois (Fernsehserie, 2 Folgen)
- 2023: The Power (Fernsehserie, Folge 1x03)
- 2023: Blessings of Christmas
- 2023: Christmas of Yes (Fernsehfilm)
- 2024: Confessions of a Cam Girl
- 2024: Confessions of a Christmas Letter (Fernsehfilm)
- 2025: Sight Unseen (Fernsehserie, Folge 2x07)